# Tour de Castille-et-León
Le Tour de Castille-et-León (en espagnol : Vuelta a Castilla y León) est une course cycliste par étapes espagnole disputée dans la région de Castille-et-León.
L'Espagnol Alberto Contador détient le record de victoires avec trois succès, en 2007, 2008 et 2010. Un Tour de Castille-et-León féminin a également existé de 2001 à 2005.

## Histoire de l'épreuve
Le Tour de Castille-et-León est créé en 1985 sous le nom de Trofeo Castilla y León. En 1996, il prend son nom actuel et devient répertorié par l'Union cycliste internationale. À partir de 2005, il fait partie de l'UCI Europe Tour dans la catégorie 2.1.
La course fait partie de la Coupe d'Espagne depuis 2019. L'édition 2020 est annulée en raison de la pandémie de maladie à coronavirus. Exceptionnellement, l'édition 2021 est disputée sous la forme d'une course d'un jour, avant de revenir sous la forme d'une course par étapes de deux jours en 2022,. En 2024, elle est disputée sur un jour : la Clásica de Castilla y León.

## Palmarès
| Année                                                     | Vainqueur                  | Deuxième                      | Troisième              |
| --------------------------------------------------------- | -------------------------- | ----------------------------- | ---------------------- |
| Trophée Castille-et-León (Trofeo Castilla y León)         |                            |                               |                        |
| 1985                                                      | Jesús Blanco Villar        | Federico Echave               | Miguel Ángel Iglesias  |
| 1986                                                      | Alfonso Gutiérrez          | Carlos Hernández Bailo        | Manuel Jorge Domínguez |
| 1987                                                      | Alfonso Gutiérrez          | Manuel Jorge Domínguez        | Antonio Esparza        |
| 1988                                                      | Reimund Dietzen            | Federico Echave               | Ángel Arroyo           |
| 1989                                                      | Federico Echave            | Peter Hilse                   | Luc Suykerbuyk         |
| 1990                                                      | Non disputé                |                               |                        |
| 1991                                                      | José Luis Rodríguez García | Juan Carlos González Salvador | Alfonso Gutiérrez      |
| 1992                                                      | Assiat Saitov              | Malcolm Elliott               | Àngel Edo              |
| 1993                                                      | Miguel Indurain            | Abraham Olano                 | Antonio Martín Velasco |
| 1994                                                      | Melchor Mauri              | Álvaro González de Galdeano   | Nico Emonds            |
| 1995                                                      | Santiago Blanco            | Aitor Garmendia               | Claus Michael Møller   |
| Tour de Castille-et-León (Vuelta a Castilla y León)       |                            |                               |                        |
| 1996                                                      | Andrea Peron               | Udo Bölts                     | Íñigo Cuesta           |
| 1997                                                      | Ángel Casero               | Laurent Jalabert              | Udo Bölts              |
| 1998                                                      | Aitor Garmendia            | Ángel Casero                  | Jan Ullrich            |
| 1999                                                      | Leonardo Piepoli           | Alberto Elli                  | Giuseppe Guerini       |
| 2000                                                      | Francisco Mancebo          | Aitor Osa                     | Dave Bruylandts        |
| 2001                                                      | Marcos Serrano             | Non attribué                  | Manuel Beltrán         |
| 2002                                                      | Juan Miguel Mercado        | Joan Horrach                  | Leonardo Piepoli       |
| 2003                                                      | Francisco Mancebo          | Denis Menchov                 | Alex Zülle             |
| 2004                                                      | Koldo Gil                  | David Navas                   | José Iván Gutiérrez    |
| 2005                                                      | Carlos García Quesada      | Francisco Pérez Sánchez       | David Blanco           |
| 2006                                                      | Alexandre Vinokourov       | Luis León Sánchez             | José Luis Rubiera      |
| 2007                                                      | Alberto Contador           | Koldo Gil                     | Juan José Cobo         |
| 2008                                                      | Alberto Contador           | Mauricio Soler                | Thomas Dekker          |
| 2009                                                      | Levi Leipheimer            | Alberto Contador              | David Zabriskie        |
| 2010                                                      | Alberto Contador           | Igor Antón                    | Ezequiel Mosquera      |
| 2011                                                      | Xavier Tondo               | Bauke Mollema                 | Igor Antón             |
| 2012                                                      | Javier Moreno              | Guillaume Levarlet            | Pablo Urtasun          |
| 2013                                                      | Rubén Plaza                | Francisco Mancebo             | Francesco Lasca        |
| 2014                                                      | David Belda                | Marcos García                 | Sylwester Szmyd        |
| 2015                                                      | Pierre Rolland             | Beñat Intxausti               | Igor Antón             |
| 2016                                                      | Alejandro Valverde         | Pello Bilbao                  | Joni Brandão           |
| 2017                                                      | Jonathan Hivert            | Henrique Casimiro             | Richard Carapaz        |
| 2018                                                      | Rubén Plaza                | Carlos Barbero                | Eduard Prades          |
| 2019                                                      | Davide Cimolai             | Guillaume Boivin              | Jérôme Cousin          |
| 2020                                                      | annulé                     | annulé                        | annulé                 |
| 2021                                                      | Matis Louvel               | Stefano Oldani                | Mauricio Moreira       |
| 2022                                                      | Simon Yates                | George Bennett                | Jonathan Lastra        |
| 2023                                                      | Eduardo Sepúlveda          | Felix Engelhardt              | Alex Molenaar          |
| Classique de Castille-et-León (Clasica a Castilla y León) |                            |                               |                        |
| 2024                                                      | Caleb Ewan                 | Davide Cimolai                | Jenthe Biermans        |
| 2025                                                      | Haimar Etxeberria          | Jesús Herrada                 | Christian Scaroni      |